# 山东省作家协会
山东省作家协会，简称山东省作协，是中华人民共和国山东省作家组成的专业性人民团体，也是中国作家协会的团体会员。

## 历史沿革
1951年4月，成立山东省文学工作者协会。骆宾基任主席，王希坚、高兰任副主席。1959年7月，召开山东省第一次会员代表大会，更名为中国作家协会山东分会。1988年3月，由正处级单位升格为正厅级单位，不再隶属于山东省文学艺术界联合会领导，但仍为其团体会员。1990年，更名为山东省作家协会。

## 组织机构

### 内设机构
- 办公室
- 机关党委
- 人事部
- 创联部

### 专业委员会
- 小说创作委员会
- 诗歌创作委员会
- 散文创作委员会
- 报告文学创作委员会
- 儿童文学创作委员会
- 影视文学创作委员会
- 军事文学创作委员会
- 网络文学创作委员会
- 文学理论批评委员会
- 文学期刊及编辑出版委员会
- 作家权益保障委员会
- 对外交流联络委员会

### 直属事业单位
- 时代文学杂志社
- 山东文学社
- 山东省作家协会文学讲习所
- 山东省作家协会文学研究所（百家评论杂志社）
- 山东省作家协会文学创作室

## 历届组成人员

### 山东省文学工作者协会
- 任期：1951年4月－1959年7月
- 主席：骆宾基
- 副主席：王希坚、高兰

### 第一届
- 任期：1959年7月－1980年6月
- 主席：刘知侠
- 副主席：田仲济、王安友、刘泮溪、赛时礼（1978年8月增补）、林雨（1978年8月增补）、郭澄清（1978年8月增补）、姜树茂（1978年8月增补）
- 常务理事：

### 第二届
- 任期：1980年6月－1988年3月
- 主席：刘知侠（兼）
- 副主席：王希坚、苗得雨、赛时礼、王安友、林雨、郭澄清、姜树茂、高兰、牟崇光、冯德英（1982年8月增补）、田仲济（1982年8月增补）、宋协周（1982年8月增补）、宋肖平（1982年8月增补）、曲延坤（1982年8月增补）

### 第三届
- 任期：1988年3月－1994年5月
- 名誉主席：刘知侠、董均伦
- 主席：冯德英
- 副主席：王润滋、尤凤伟、左建明、冯中一、曲延坤、任孚先、吴茂泉、邱勋、张炜、陈宝云、袁世硕

### 第四届
- 任期：1994年5月－2002年10月
- 名誉主席：董均伦
- 主席：冯中一
- 副主席：吴茂泉、卢得志、张树骅、任孚先、左建明、张炜、李存葆、李延国、马恒祥、马瑞芳

### 第五届
- 任期：2002年10月－2009年8月
- 名誉主席：董均伦
- 主席：张炜[3]
- 副主席：卢得志、左建明、马恒祥、马瑞芳、纪宇、王兆山、李贯通、赵德发、毕四海、刘玉堂、张海迪、王光明、李广鼐、苗长水、吴义勤

### 第六届
- 任期：2009年8月－2018年2月
- 主席：张炜[4]
- 副主席：李敏、王兆山、赵德发、李广鼐、苗长水、刘海栖、谭好哲、许晨、李掖平

### 第七届
- 任期：2018年2月－
- 主席：黄发有[5]
- 副主席：姬德君、李军、葛长伟、陈文东、刘玉栋、王方晨、李发成、孙书文